# The Pretenders
The Pretenders es un grupo británico de new wave y pop rock formado en 1978. La banda se componía originalmente de su fundadora, compositora, guitarrista y vocalista Chrissie Hynde, el guitarrista James Honeyman-Scott, el bajista Pete Farndon y el batería Martin Chambers. Las muertes de Honeyman-Scott y Farndon por consumo de drogas malograron esta formación, y los múltiples cambios de músicos en los años posteriores han dejado a Chrissie Hynde como único miembro permanente y referente absoluto del grupo. La actividad pública de Hynde ha trascendido el terreno musical y se ha destacado como activista en favor de diversas causas. El grupo se hizo conocido por canciones como «Don't Get Me Wrong» y «Back on the Chain Gang».

## Estilo e influencias
Como el resto de bandas encuadradas en el estilo new wave e inspiradas por tanto en el punk, The Pretenders reaccionaron contra los estilos predominantes en el rock durante la primera mitad de la década de 1970, caracterizados por la complejidad de los arreglos musicales y de los equipos de sonido, la exhibición del virtuosismo de los intérpretes o la edición de álbumes conceptuales. Como respuesta, The Pretenders y otras bandas retomaron el formato habitual de canción, renunciaron a la interpretación de largos solos instrumentales y, en general, adoptaron formaciones y emplearon instrumentos más tradicionales en el rock and roll.
Como inspiración acudieron, bien a fuentes alternativas de los años inmediatamente anteriores como el pub-rock —el grupo Rockpile y sus guitarristas Dave Edmunds y Billy Bremner, así como su bajista Nick Lowe, eran una influencia declarada de James Honeyman-Scott—, o bien a otras comunes con sus compañeros de movimiento, como el beat británico de los años 60 incluyendo a los Beatles y, muy especialmente en su caso, a The Kinks.

### Sonido
El estilo de Chrissie Hynde como cantante, con reminiscencias de los conjuntos vocales pop femeninos, es un sello identificativo del grupo. Está basado en constantes inflexiones de voz enfatizadas por su registro grave de contralto. Las sucesivas bajas y entradas de nuevos músicos, de distinta procedencia y con distinta técnica y estilos, y el cambio de productores y otros colaboradores, e incluso de modas musicales, han hecho que las grabaciones de la banda tengan la voz de Hynde como único nexo común, si se compara el sonido de sus primeros discos con los de las décadas de 1990 o 2000.
Sin embargo, la base instrumental tenía una capital importancia en los comienzos del grupo, y en sus primeras grabaciones. A la clásica formación de guitarra líder, guitarra rítmica, bajo eléctrico y batería propia de los primeros tiempos del rock and roll y del beat británico se unía el uso de instrumentos tradicionalmente asociados a esos géneros, o con un sonido que se adapta bien a algunas de sus características. El empleo de guitarras Fender Telecaster —parte inseparable de la imagen de Hynde— en el acompañamiento rítmico han sido una constante en su etapa más próxima a la new wave, junto a la variedad de las utilizadas por Honeyman-Scott, siempre próximas al sonido de las Rickenbacker de George Harrison. El resultado estaba a medio camino entre los riffs más potentes de los grupos ingleses de la década anterior y los arreglos melódicos, con sonidos metálicos y claros —sin distorsión— del llamado jangle-pop.
Para dar forma a una canción e interpretarla, el grupo entrelazaba fragmentos musicales con facilidad y aceleraba el ritmo y la energía en el momento justo, de acuerdo con las sutiles señales que los músicos eran capaces de enviarse entre sí como resultado de sus laboriosos ensayos. A diferencia de lo que es común en la producción de un disco, que es grabar las pistas de cada instrumento por separado, The Pretenders grababan los cortes en el estudio prácticamente como si actuaran en directo, mezclando después solamente las pistas de la voz y la guitarra solista.
Entre las curiosidades de sus dos primeros álbumes están los cambios arbitrarios de compás -como sucede en el cambio de 7/8 a 4/4 de "Tattooed Love Boys"-. Otro factor fundamental de su éxito fue la producción a cargo de Chris Thomas, responsable, junto con el ingeniero de sonido Bill Price, del sonido del álbum de Sex Pistols Never Mind the Bollocks. Los seguidores acostumbrados a los hits del grupo en las listas norteamericanas frecuentemente ignoran hasta qué punto era enérgico y agresivo el sonido de aquellos primeros Pretenders, y el carácter desaliñado y experimental de sus primeras grabaciones.

### Imagen
A su casi inmediato éxito contribuyó, sin duda, el hecho de que la banda estuviera liderada por una mujer de apariencia dura y «cuya sexualidad está totalmente en sintonía con una magnífica sensibilidad rockera». Con su característico flequillo, sombra de ojos y tejanos oscuros y ajustados resultaba atractiva a ambos sexos al tiempo que fue capaz de zafarse de muchos de los clichés asociados a las mujeres en la música pop. A diferencia de otras cantantes solistas o que encabezaban bandas coetáneas, como Pat Benatar o Deborah Harry (Blondie), adaptaba a su propia personalidad algunos de los roles tradicionalmente masculinos del rock en su papel de líder del grupo, en una trayectoria similar a la de Joan Jett.
Mención especial merecen las actuaciones en directo del grupo, lideradas de manera absoluta y ostensible por Hynde, que se caracterizan por la contundencia y por la fidelidad a las composiciones originales, muy especialmente en la parte vocal. Hynde trata los temas como creaciones cerradas, que no admiten cambios ni en su estructura ni en su puesta en escena y que deben ser interpretados con absoluta fidelidad al original, incluso los pertenecientes a la primera época del grupo como “Tattooed Love Boys”, interpretado más de 40 años después en el festival Glastonbury de 2023.
Esta es una característica que Hynde ha mantenido como marca propia a lo largo de toda su vida artística.

## Historia

### Formación original
Chrissie Hynde (voz y guitarra rítmica) es originaria de Akron (Ohio), una ciudad de Estados Unidos célebre por sus fábricas de neumáticos. Cursó enseñanza secundaria en el instituto Firestone, y estudios superiores de Bellas Artes en la Universidad de Kent, donde experimentó con la contracultura, el hippismo, las drogas, el vegetarianismo o la mística oriental, y su primera banda de rock. Allí fue también testigo en 1970 de la masacre que tuvo lugar en esa Universidad. Hynde se mudó en 1973 a Londres, donde, tras conocer al crítico británico de rock Nick Kent, comienza a escribir en el semanario New Musical Express. Después de varios años de intentos en falso, incluyendo los grupos Masters of the Backside y The Moors Murderers, cambia definitivamente el trabajo como crítico por la carrera musical.
The Pretenders se funda en 1978, cuando la primera oleada del punk británico da sus últimos coletazos. La banda finalmente reunida por Hynde se componía de varios conocidos suyos, músicos jóvenes procedentes de Hereford, más próximos a la estética pop, y que a pesar de haber quedado al margen de la explosión del punk en 1976, estaban ansiosos por ponerse al día.
Pete Farndon (bajo y coros) fue el primero en unirse al cuarteto, al tiempo que iniciaba una relación sentimental con Hynde. Se conocieron en la primavera de 1978 en un bar de Portobello Road a través de un amigo común, y comenzaron los ensayos juntos. Farndon había iniciado su carrera en una banda de Hereford llamada Cold River Lady, a lo que siguió un discreto paso por el grupo Bushwackers, un conjunto australiano de folk-rock. Entre sus influencias musicales se cuentan a Stanley Clarke y Jeff Beck.
James (Jimmy) Honeyman-Scott (guitarra solista) y Farndon se habían conocido en los círculos musicales de Hereford, mientras el segundo tocaba en Cold River Lady y el primero en Cheeks (junto a Chambers y al ex teclista de Mott the Hoople, Verden Allen), y fue el bajista quien le reclutó para los ensayos con Hynde. Honeyman-Scott había tocado en las grabaciones y conciertos de otros artistas como Robert John Godrey, Tommy Morrison, The Hawks o Emmylou Harris' Hot Band, y por entonces trabajaba en "Buzz Music", una tienda de instrumentos musicales en Hereford. Entre sus influencias musicales, aparte de los reconocidos Rockpile, se incluyen Cream, Allman Brothers Band, Mick Ralphs (Mott the Hoople), o Elvis Costello, a los que se añadirían, ya con The Pretenders, desde Nils Lofgren hasta Chris Spedding.
Martin Chambers fue el último en incorporarse al grupo, que ni siquiera tenía un batería fijo en el momento de grabar su primer single —«Stop Your Sobbing»— en el que interviene un desconocido músico de sesión irlandés, Jerry Mackleduff, que Hynde seleccionó después de más de una decena de audiciones. Finalmente, en el verano de 1979 Farndon y Honeyman-Scott reclutarían a Chambers, que era profesor de autoescuela en Londres a tan solo unas manzanas de la vivienda de Hynde.

### Primeras grabaciones (1978 - 1982)
Tras firmar un contrato con la discográfica Real Records, que escuchó una maqueta de la canción "The Phone Call", el grupo pronto atrajo la atención de la crítica con el single «Stop Your Sobbing» (enero de 1979), versión de un tema compuesto en 1964 por Ray Davies para The Kinks y producido por Nick Lowe. A este se sucedieron Kid en junio y "Brass in Pocket" en noviembre. Este último abrió al grupo el mercado estadounidense, alcanzando el puesto 14 de la lista Billboard Hot 100.
El grupo comienza durante el año 1979 una gira en la que son acompañados, como teloneros, por UB40. En diciembre, participan en los multitudinarios Conciertos por Kampuchea durante la sesión del día 28, junto a The Specials y The Who, y la actuación se registra tanto en el doble álbum como en el film grabados con motivo del evento.
El álbum de debut, Pretenders (Sire, 1980), fue editado en enero y resultó un enorme éxito de crítica y de ventas, tanto en Gran Bretaña como en los Estados Unidos. El disco acabaría por ser incluido entre los mejores LP de todos los tiempos por las publicaciones VH1 (puesto 52) y Rolling Stone (puesto 155), y segundo mejor LP del año por la revista Melody Maker. El grupo inició una gira, interpretando el álbum al completo, que incluyó dos conciertos en Nueva York en mayo y agosto de 1980, y el festival de Heatwave (cerca de Toronto), en agosto de ese año.
En marzo de 1981 se editó el EP The Pretenders, que contenía los éxitos "Message of Love" y "Talk of the Town", y una versión en directo de "Precious," grabada en Central Park.
El segundo LP, Pretenders II se editó en agosto de 1981. La mayoría de la crítica mostró su decepción, aunque hoy en día es considerado un gran álbum. El disco, más disperso que el anterior, incluye las canciones del EP de ese mismo año, el éxito -gracias al vídeo emitido por la cadena MTV- "Day After Day", y varios temas cercanos al AOR como "The Adultress," "Birds of Paradise," o "The English Roses". Según Hynde -en Songwriters Circle, "Talk of the Town" habla de un fan que se limita a merodear en las pruebas de sonido sin decir jamás una palabra. Chrissie jamás conversó con él, pero vino a su mente durante las giras.

### Muertes de James Honeyman-Scott y Pete Farndon
A finales de 1981, cuando el grupo triunfaba musicalmente, comenzaron los problemas personales. Las relaciones de Pete Farndon con el resto de sus compañeros se fueron deteriorando durante la gira mundial que siguió a Pretenders II, a causa de la adicción del bajista a la heroína. Finalizados los conciertos -el último en Bangkok, en abril de 1982- Hynde, Honeyman-Scott y Chambers acordaron prescindir de Farndon, que se había vuelto intratable. Chrissie Hynde, que esperaba ya un hijo de Ray Davies, comunicó a su exnovio Pete la decisión de expulsarle del grupo.
Sin embargo, el propio Honeyman-Scott había aprovechado la gira para consumir todo tipo de drogas y fue quien repentinamente murió el 16 de junio de 1982, tan solo dos días después de la expulsión de Farndon. El guitarrista fue hallado muerto por paro cardíaco en casa de un amigo, a causa de una sobredosis de cocaína. Meses más tarde, y en pleno proceso de recomposición de la banda, recibirían la noticia del fallecimiento de Pete Farndon. El bajista se ahogó en la bañera tras inyectarse heroína y perder el conocimiento el 14 de abril de 1983.
Con el tiempo, la crítica ha reconocido de forma unánime la importancia de ambos músicos en el sonido de la banda y su influencia en el rock. James Honeyman-Scott dio música a las letras de Hynde con una gran variedad de sonidos de cuerda, incluyendo arpegios, potentes acordes, cambios de ritmo o efectos de pedal que serían referente de la banda.

### El grupo sigue adelante (1983 - 1987)
Hynde decidió continuar con la banda. En julio de 1982, solo unas semanas después de la muerte de Honeyman-Scott, se pone en marcha una formación de circunstancias compuesta por Hynde, Chambers, el guitarrista de Rockpile Billy Bremner y el bajista de Big Country Tony Butler para grabar un single de regreso, "Back on the Chain Gang", obsesionado con el tema de la muerte. La canción se editó en octubre y marcó un nivel nuevo de sofisticación en la banda. El tema de ll cara B del single, "My City Was Gone," donde Hynde expresa su consternación por la polución industrial y el desbocado desarrollo comercial en su estado natal, es igualmente duro; hoy es quizá más conocido como sintonía del programa The Rush Limbaugh Show.
Hynde reformó la banda, manteniendo a Chambers y añadiendo a dos músicos profesionales: Robbie McIntosh en la guitarra y Malcolm Foster en el bajo. McIntosh ya era uno de los guitarristas favoritos de James Honeyman-Scott antes de morir este, y un candidato a entrar en la banda. Learning to Crawl, primer álbum con esta formación, se editó en enero de 1984 con una respetuosa acogida de la crítica.
Pese a la rotura traumática que significa la desaparición de Farndon y especialmente de Honeyman-Scott en plena fase imperial del grupo, el álbum Learning to Crawl señala paradójicamente la plenitud creativa de Hynde. Es un álbum con brillantes composiciones, que no han envejecido con el paso de los años. 7 de las 10 piezas se convierten en elementos recurrentes y básicos en todas las actuaciones posteriores en directo.
Learning to Crawl representa también un punto de inflexión estilístico respecto a la anterior etapa de The Pretenders. Todo es menos británico, las reminiscencias punk quedan atrás, y Hynde inicia un camino de regreso a sus raíces americanas. Posteriormente, a partir de 2008, incluirá en el grupo al guitarrista de pedal steel Eric Heywood que reforzará aún más este estilo.
A partir Learning to Crawl, Hynde controla aún más al grupo con mano firme. Los músicos irán cambiando, pero será Hynde quien marcará las pautas interpretativas y los roles de cada uno. Las puestas en escena en los directos pasan a tener una solidez y un rigor interpretativo formidables.
El siguiente single, en diciembre de 1983, fue "Middle of the Road", que alcanzó el Top 20 en Estados Unidos y que la MTV emitió asiduamente. Retomando en parte el afilado sonido original del grupo, la canción trataba, entre otras cosas, de la reciente maternidad de Hynde (que había tenido en enero de 1983 un hijo de Jim Kerr), la presión del estrellato, y la indiferencia de las naciones ricas frente a la apremiante pobreza en el mundo. La cara B, "2000 Miles", es la adaptación de un melancólico villancico muy popular en Gran Bretaña. El resto del álbum alterna rock airado ("Time the Avenger") con baladas optimistas ("Show Me", que alcanzó el Top 30 en Estados Unidos), e incluye una versión de "Thin Line Between Love and Hate" -original de The Persuaders- con Paul Carrack de teclista invitado. La gira posterior, que incorporaba un teclista, mostró con éxito un grupo en tensión centrado en la enérgica batería de Chambers. El concierto benéfico Live Aid de 1985 fue la última actuación de esta formación.
Poco después de comenzar las sesiones de grabación del álbum siguiente, con uno de los cortes ya grabado, Hynde declaró que Chambers ya no tocaba bien y le despidió, supuestamente al contratar más horas de grabación sin comunicárselo a Chambers. Dejó también marchar a Malcolm Foster y, tras un tiempo, anunció la nueva formación compuesta por Hynde, McIntosh, el bajista T.M. Stevens y el batería Blair Cunningham (ex-Haircut 100. En realidad, el álbum Get Close no era sino el trabajo de Hynde y McIntosh, acompañados de un batallón de músicos de sesión.
Get Close se editó en 1986. El disco incluía los éxitos "Don't Get Me Wrong" (Top 10 con un popular vídeo de homenaje a la serie de televisión Los vengadores), y "Hymn to Her" (popularmente interpretada como un himno a Dios en clave femenina, número 8 en el Reino Unido).
Otras dos canciones, "If There Was a Man" y "Where Has Everybody Gone?" se incluyeron en la banda sonora de la película de James Bond The Living Daylights, de las que el compositor John Barry hizo una adaptación instrumental en varias escenas.
Para la gira de Get Close, la banda se reforzó con la incorporación del teclista Bernie Worrell, ex-P-Funk y Talking Heads. Sin embargo, la formación pasó por muchos problemas; dos músicos fueron despedidos, McIntosh finalmente se marchó, y el guitarrista Johnny Marr, ex-Smiths, le sustituyó para los últimos conciertos en 1987.
Para entonces, estaba claro que Pretenders tenía de banda solo el nombre, y este era ya el mero vehículo de Chrissie Hynde.
El balance tras 7 años de vida del grupo y 4 LP publicados es muy elocuente respecto al control de Hynde sobre la marca Pretenders; de los 45 temas incluidos en esos álbumes, 38 son composiciones de Hynde (3 de ellos en colaboración con otros miembros del grupo), 1 tema es de Fandon y Honeyman-Scott (el instrumental “Space Invader”) y únicamente hay 6 versiones de otros artistas, entre las que cabe destacar la de “Room Full of Mirrors” de Jimi Hendrix, un tema incluido en el álbum Get Close, del que existe un sorprendente y brillante directo filmado en Dortmund (1984).

### Años 1990
La actividad musical de Crissie Hynde sufrió un parón hasta 1990, cuando contrata nuevos músicos de sesión, incluidos Billy Bremner y Blair Cunningham para una sola ocasión, y edita Packed! con una pésima acogida general. Hynde es la única persona cuya imagen aparece por todo el álbum, y es el único miembro oficial del grupo. En Canadá, el principal single, "Never Do That", entra en la lista de los 40 más vendidos, llegando al puesto 26. Sin embargo no funcionó tan bien en otros mercados, llegando al 81 en el Reino Unido y sin llegar a entrar en la lista Hot 100 de Estados Unidos (aunque sí lo hizo en las listas de Modern Rock y Mainstream Rock en los puestos 4 y 5 respectivamente).
Para 1993, Hynde había formado equipo con el guitarrista Adam Seymour (ex-Katydids) para formar una nueva versión de Pretenders. Juntos seleccionaron a una serie de músicos de sesión para grabar Last of the Independents (Sire, 1994), incluyendo al bajista Andy Rourke (ex-Smiths). Pero para el final de las sesiones de grabación y la gira posterior, la formación oficial ya estaba compuesta por Hynde, Seymour, el bajista Andy Hobson y de nuevo el batería Martin Chambers. Esta formación aguantó -quizá sorprendentemente- durante más de una década sin cambios, aunque Hobson fuese sustituido con frecuencia por bajistas de sesión en muchas de las grabaciones del grupo. Algunas de ellas saldrían a la luz ya en 1993, manteniendo a la banda en candelero, como una versión del clásico de Jimi Hendrix "Bold As Love" para el popular álbum de homenaje a Hendrix "Stone Free", u otra del clásico de 10cc "I'm Not In Love" para el filme "Una proposición indecente".
Cuando en 1994 se editó Last of the Independents, se encontró con un razonable éxito comercial y se convirtió en disco de oro en Estados Unidos. El principal single, "Night In My Veins" fue un hit menor en Estados Unidos, alcanzó la zona media de las listas en el Reino Unido y fue Top 10 en Canadá. El segundo single era la balada central del álbum "I'll Stand by You". La canción recibió una difusión importante, y fue Top 10 en Estados Unidos y el Reino Unido, y Top 20 en Canadá. Hynde, quizá en busca de material de éxito, compuso buena parte del álbum con el equipo de fabricantes de hits Billy Steinberg y Tom Kelly. Esta colaboración generó cierta controversia, ya que Crissie Hynde jamás había accedido a trabajar con semejantes equipos en el pasado. Hynde recalcó, sucintamente, que todos ellos eran buenos compositores, y que escribían buenas canciones, y punto.
A continuación, la banda salió de gira haciendo pequeñas actuaciones en Estados Unidos, incluyendo a veces un cuarteto de cuerda, y Hynde señalando nostálgicamente que algunos pasajes de violín eran «una excelente transcripción de un solo de guitarra de James Honeyman-Scott». Algunos de esos arreglos se conservan en el álbum en vivo The Isle of View (1995) y el correspondiente DVD, mezclados en los estudios Jacob Street, y que a veces muestran una interpretación más sofisticada y sutil de la que se aprecia en los álbumes originales. Damon Albarn (Blur) toca el piano en la grabación donde también interviene el Duke String Quartet.
Con el tiempo, Crissie Hynde se ha ido centrando progresivamente en el activismo político, apoyando con sus declaraciones al movimiento ecologista y la dieta vegetariana, y sus puntos de vista políticos y sociales infiltran muchos de las célebres composiciones del grupo.
En junio de 1989, durante una conferencia de Greenpeace en Londres, a la pregunta de qué había hecho ella para salvar el medio ambiente, Hynde replicó «ataqué McDonald's con bombas incendiarias». Al día siguiente, un restaurante McDonald's de Milton Keynes (Buckinghamshire) sufrió un ataque real de ese tipo. Aunque no hubo heridos, McDonald's amenazó con emprender acciones legales contra Hynde, que acordó por escrito no hacer públicas declaraciones explosivas contra la cadena de hamburgueserías.
Sus apariciones en la edición de 1999 del Festival de Lilith fueron enérgicas e inspiradas, incluyendo enfrentamientos entre la políticamente incorrecta Hynde y los organizadores del festival. Aunque a veces estridente, Hynde se ha dado a veces el gusto de frustrar expectativas ajenas, llegando a decir con displicencia que no era un icono feminista y que de hecho era simplemente «como cualquier chica a la que le gusta hablar de maquillaje en los lavabos femeninos».
Viva el Amor se editó en 1999, al igual que su colaboración com Tom Jones en el álbum Reload.

### Década de 2000
The Pretenders graban junto con Emmylou Harris el disco Return of the Grievous Angel: A Tribute to Gram Parsons, interpretando la canción "She". A continuación editan la recopilación Greatest Hits (2000). En 2002 sale Loose Screw en Artemis Records, con un modesto éxito comercial. Era la primera vez que un disco de la banda se editaba a través de una compañía distinta de la WEA. La revista Rolling Stone destacó su «refinamiento, melodías elegantes y despliegues vocales», mientras que Blender lo calificó de «pop ingenioso y cáustico, con destellos de brillantez».
En marzo de 2005 The Pretenders se incorporó al Rock and Roll Hall of Fame. Tan solo Hynde y Chambers asistieron a la ceremonia. En su discurso de aceptación, Hynde mencionó y dio las gracias a todos los sucesivos miembros del grupo, y añadió:

I know that the Pretenders have looked like a tribute band for the last 20 years. ... And we’re paying tribute to James Honeyman Scott and Pete Farndon, without whom we wouldn’t be here.  And on the other hand, without us, they might have been here, but that’s the way it works in rock 'n' roll.
Sé que durante los últimos 20 años The Pretenders ha parecido una imitación de sí mismos... y estamos rindiendo homenaje a James Honeyman Scott y Pete Farndon, sin los cuales no estaríamos aquí. Por el contrario, aún sin nosotros, ellos deberían haber estado aquí, pero así son las cosas en el rock and roll

Tras su entrada en el Hall of Fame, The Pretenders siguió su gira como cuarteto (Hynde, Seymour, Hobson y Chambers). En 2006, Hobson fue reemplazado por Nick Wilkinson, lo que supuso el primer cambio de la formación en 13 años. Poco después, Seymour dejó el grupo y fue reemplazado por James Walbourne. Ese mismo año, Rhino Records edita la colección "Pirate Radio 1979-2005" -compuesta por cuatro discos y un DVD- que abarca la carrera completa del grupo. También se editan las versiones remasterizadas de los dos primeros álbumes, que incluyen temas antes inéditos. En 2007 Rhino remasteriza tanto "Learning To Crawl" como "Get Close", de nuevo con temas extra, aunque se venden como discos separados. La formación del grupo en 2008 sigue integrada por Hynde, Chambers, Wilkinson y Walbourne.
El álbum Break up the Concrete se edita en Shangri-La Music el 7 de octubre de 2008. Por primera vez en 22 años el grupo vuelve a entrar en el Top 40 de los Estados Unidos. Se le describe como de influencias rockabilly. Incluye los temas Boots of Chinese Plastic, Don't Cut Your Hair, Love's a Mystery, The Last Ride, y Almost Perfect. Acompañan a Hynde James Walbourne (guitarra), Eric Heywood (Pedal steel guitar), Nick Wilkinson (bajo) y el legendario batería Jim Keltner (solo en el álbum). Tanto Martin Chambers como Chrissie Hynde explicaron que con este último cambio pretendían «ser leales a la música», para continuar diciendo que Keltner y Chambers son buenos amigos y se respetan mutuamente. Chambers retomó los tambores en la gira del grupo. Interpretaron varias actuaciones extraordinarias en los últimos meses de 2008, incluyendo un par de conciertos benéficos navideños.
La gira "Break Up - The Concrete Tour" comenzó en enero de 2009 y recorrerá hasta el mes de marzo la mayor parte de Estados Unidos. Se espera que durante el año se anunciarán el resto de conciertos. Como teloneros han seleccionado a un joven grupo llamado American Bang que se define a sí mismo como "rock de garaje al estilo pollo frito del Sur".
Actualmente (marzo de 2018) se encuentran de gira por Latinoamérica siempre con Martin Chambers en la batería, abriendo los conciertos de Phil Collins.

## Discografía
| Álbumes de estudio - 1980 – Pretenders - 1981 – Pretenders II - 1984 – Learning To Crawl - 1986 – Get Close - 1990 – Packed! - 1994 – Last of the Independents - 1995 – The Isle of View - 1999 – Viva el Amor - 2002 – Loose Screw - 2009 – Break Up The Concrete - 2016 – Alone - 2020 – Hate for Sale - 2023 – Relentless - 2025 – Kick 'em Where It Hurts | Sencillos - 1979 — «Stop Your Sobbing» - 1979 — «Kid» - 1980 — «Brass In Pocket» - 1980 — «Talk of the Town» - 1981 — «Message Of Love» - 1981 — «Day After Day» - 1981 — «The Adultress» - 1981 — «I Go To Sleep» - 1983 — «Back On The Chain Gang» - 1983 — «My City Was Gone» - 1983 — «2000 Miles» - 1983 — «Middle Of The Road» - 1984 — «Show Me» - 1984 — «Thin Line Between Love And Hate» - 1986 — «Don't Get Me Wrong» - 1986 — «Hymn To Her» - 1987 — «My Baby» - 1987 — «Room Full Of Mirrors» - 1987 — «Where Has Everybody Gone» - 1988 — «Windows of the World» - 1990 — «Never Do That» - 1990 — «Hold a Candle to This» - 1990 — «Sense of Purpose» - 1994 — «Night In My Veins» - 1994 — «I'll Stand by You» - 2020 — «The Buzz» |